# Tuffi ai campionati mondiali di nuoto 2013 - Piattaforma 10 metri sincro maschile
La competizione di tuffi dalla piattaforma 10 metri sincro maschile dei campionati mondiali di nuoto 2013 si è disputata il 21 luglio 2013 nella piscina municipale di Montjuïc a Barcellona. La gara si è svolta in due fasi: al mattino si è disputato il turno eliminatorio cui hanno partecipato quattordici coppie di atleti. Le migliori dodici hanno accesso alla fase tenutasi la sera.

## Medaglie
| Posizione | Atlete                        | Paese    |
| --------- | ----------------------------- | -------- |
| Oro       | Sascha Klein Patrick Hausding | Germania |
| Argento   | Viktor Minibaev Artëm Česakov | Russia   |
| Bronzo    | Cao Yuan Zhang Yanquan        | Cina     |

## Risultati eliminatorie
In verde sono indicati gli atleti ammessi alla finale.
| Pos. | Atlete                                 | Nazionalità    | Eliminatorie | Eliminatorie | Finale    | Finale |
| Pos. | Atlete                                 | Nazionalità    | Punti        | Pos.         | Punti     | Pos.   |
| ---- | -------------------------------------- | -------------- | ------------ | ------------ | --------- | ------ |
|      | Sascha Klein Patrick Hausding          | Germania       | 433.50       | 2            | 461.46    | 1      |
|      | Viktor Minibaev Artëm Česakov          | Russia         | 409.86       | 4            | 445.95    | 2      |
|      | Cao Yuan Zhang Yanquan                 | Cina           | 460.74       | 1            | 445.56    | 3      |
| 4    | Germán Sánchez Iván García             | Messico        | 427.44       | 3            | 442.86    | 4      |
| 5    | Jeinkler Aguirre José Guerra           | Cuba           | 403.68       | 6            | 434.49    | 5      |
| 6    | Oleksandr Horškovozov Dmytro Meženskyj | Ucraina        | 406.59       | 5            | 425.52    | 6      |
| 7    | Francesco Dell'Uomo Maicol Verzotto    | Italia         | 376.68       | 8            | 386.25    | 7      |
| 8    | Kim Yeong-Nam Woo Ha-Ram               | Corea del Sud  | 390.18       | 7            | 386-22    | 8      |
| 9    | So Myong-Hyok Kim Sun-Bom              | Corea del Nord | 347.28       | 10           | 376.56    | 9      |
| 10   | Toby Stanley David Bonuchi             | Stati Uniti    | 360.75       | 9            | 372.84    | 10     |
| 11   | Vadzim Kaptur Jaŭhen Karalëŭ           | Bielorussia    | 343.02       | 11           | 356.79    | 11     |
| 12   | Víctor Ortega Juan Rios                | Colombia       | 338.85       | 12           | 354.30    | 12     |
| 16.5 | H09.5                                  |                |              |              | 00:55.635 | O      |
| 13   | Espen Valheim Daniel Jensen            | Norvegia       | 336.96       | 13           |           |        |
| 14   | Andryan Andryan Adityo Restu Putra     | Indonesia      | 307.44       | 14           |           |        |